# Eurypegasus
Eurypegasus é um género de peixe da família Pegasidae.
Este género contém as seguintes espécies:
- Eurypegasus draconis (Linnaeus, 1766)
- Eurypegasus papilio (C. H. Gilbert, 1905)